# Wamuran Basin
Wamuran Basin är en del av en befolkad plats i Australien. Den ligger i regionen Moreton Bay och delstaten Queensland, omkring 51 kilometer nordväst om delstatshuvudstaden Brisbane. Antalet invånare är 909.
Närmaste större samhälle är Caboolture, omkring 13 kilometer öster om Wamuran Basin. 
I omgivningarna runt Wamuran Basin växer i huvudsak städsegrön lövskog. Runt Wamuran Basin är det ganska glesbefolkat, med 32 invånare per kvadratkilometer. Genomsnittlig årsnederbörd är 1 222 millimeter. Den regnigaste månaden är januari, med i genomsnitt 252 mm nederbörd, och den torraste är september, med 30 mm nederbörd.